# ريكاردو مانيتي
ريكاردو مانيتي (بالإنجليزية: Ricardo Mannetti)‏ (24 أبريل 1975 ويندهوك ناميبيا - ) هو لاعب كرة قدم ناميبي.

## روابط خارجية
- ريكاردو مانيتي على موقع الاتحاد الدولي (مؤرشف)  (الإنجليزية)
- ريكاردو مانيتي على موقع قاعدة بيانات كرة القدم.إي يو (الإنجليزية)
- ريكاردو مانيتي على موقع ناشيونال فوتبول تيمز (الإنجليزية)
- ريكاردو مانيتي على موقع Soccerway.com (الإنجليزية)
- ريكاردو مانيتي على موقع عالم كرة القدم.نت (الإنجليزية)